# Август Кубичек
Август „Густл“ Фридрих Кубичек (3. август 1888. — 23. октобар 1956) био је аустријски музички диригент, најпознатији по томе што је био близак пријатељ Адолфа Хитлера, када су обојица били у позној тинејџерској доби. О њиховом пријатељству касније је писао у књизи „Млади Хитлер којег сам познавао“ (1955).  

## Детињство и младост
Август је рођен у Линцу у Аустрији, једино дете које је преживело родитеље чешког и судетско-немачког порекла. Католички је крштен у цркви Светог Матије, где су се његови родитељи венчали претходне године.   Његов отац Михаел Кубичек (такође рођен у Линцу) био је тапетар, док је мајка Мариа Панхолцер-Блахова рођена ванбрачно у Росенберг ан дер Молдау, коју је њен очух озаконио када је имала 14 година.  Његове сестре Мариа, Тереса и Каролина умрле су у раном детињству. Кубичек је касније написао да је ово била запањујућа паралела између његовог и Адолфа Хитлера, чија је мајка прерано изгубила четворо деце. Као преживели синови мајки погођених тугом, Аугуст и Адолф нису могли да не осете да су поштеђени или „изабрани“ судбином.
Кубичек и Хитлер су се први пут срели док су се такмичили за место за стајање у Ландестеатру у Линцу. Због заједничке страсти према операма Рихард Вагнера, брзо су постали блиски пријатељи, а касније и сустанари у Бечу, док су обојица тражила пријем на колеџ. Њих двоје су делили малу собу у Стумпергасе 31/2 врата 17 у шестом округу Беча од 22. фебруара до почетка јула 1908. 
Као једини син самозапосленог тапетара, од Августа се очекивало да једног дана преузме очев посао, али је потајно гајио снове да постане диригент. Уз Адолфово охрабрење, посветио је све више свог времена овој страсти, завршавајући сав музички тренинг који му је на располагању у Линцу. Међутим, да би постигао свој циљ да буде оркестарски диригент, било би му потребно високо музичко образовање које се нудило само у Бечу. Био је то 18-годишњи Адолф Хитлер који је успешно наговорио Кубичековог оца да сина пусти у метрополу да присуствује конзерваторијуму. Као што је Кубизек написао, ово је нешто што је заувек променило ток његовог живота. 
Одмах је примљен на Бечки конзерваторијум где се брзо прославио. Хитлеру је, међутим, два пута одбијен улаз у бечку уметничку академију, што је  неко време скривао од свог пријатеља. 1908. године Хитлер је нагло прекинуо пријатељство и однео у бескућништво. Кубичек је завршио студије 1912. године и ангажован је као диригент оркестра у Марбургу на Драви, у Аустрији (Марибор у Словенији, после 1918). Касније му је понуђена позиција у Градском позоришту у Клагенфурту, али овај посао и његова музичка каријера су прекинути почетком Првог светског рата. Пре одласка на фронт, оженио се Аном Функе (7. октобра 1887  - 4. октобар 1976), виолинисткињом из Беча са којим је имао три сина: Аугустина, Карла Марија и Рудолфа. 
Од августа 1914. до новембра 1918. Кубичек је служио као резервиста у пуку 2 аустроугарске пешадије. У карпатској зимској кампањи 1915. године рањен је на Еперјесу у Мађарској (данас Прешов у Словачкој ), а касније је возом Хитне помоћи евакуисан у Будимпешту. После месеци реконвалесценције, вратио се на фронт и био прикључен механизованом корпусу у Бечу. После рата, Кубичек је прихватио функцију званичника у општинском већу Ефердинга, Горње Аустрије и музика му је постала хоби.

## Каснији контакт са Хитлером
Након што је Хитлера видео на насловној страни Мунхнер Илустрирте (око 1920), Кубичек је с одређеним интересовањем пратио каријеру свог пријатеља, мада није покушао да га контактира све до 1933, када му је написао да му честита што је постао канцелар Немачке. 4. августа те године, Кубичек је добио неочекивани одговор од Хитлера, који је свом старом пријатељу „Густлу“ написао, „Било би ми веома драго ... да још једном оживим са вама она сећања на најбоље године мог живота . " Тридесет година након што је Хитлер прекинуо контакт са Кубичеком, два пријатеља су се поново нашла 9. априла 1938. током једне од Хитлерових посета Линцу. Њих двојица су разговарала више од сат времена у хотелу Веинцингер и Хитлер је понудио Кубичеку дириговање оркестром, што је Кубичек љубазно одбио. Сазнавши за три сина свог пријатеља, Хитлер је инсистирао на  финансирању њиховог образовања на Конзерваторијуму Антон Брукнер у Линцу. Хитлер је касније позвао Кубичека да присуствује фестивалу у Бајројту као његов гост 1939. и поново 1940. године, искуства која је Кубичек описао као „најсрећније сате мог земаљског постојања“. 
1938. године Кубичека је ангажовала нацистичка странка да напише две кратке пропагандне књижице под називом Подсећања на његову младост са Хитлером. У једној епизоди Кубичек је рекао да је Хитлер волео девојку по имену „Стефани“ и написао јој много љубавних песама, али их никада није послао. Хитлеров биограф Џон Толанд приметио је да је, када је Стефани сазнала да је рано била предмет Хитлерове наклоности, била запањена.  
Кубичек је Хитлера последњи пут видео 23. јула 1940;  иако је још 1944. Хитлер послао Кубичековој мајци корпу са храном за њен 80. рођендан. Хитлер је рекао Кубичеку: „Овај рат вратиће нас много година уназад у наш програм изградње. То је трагедија. Нисам постао канцелар Великог немачког рајха да бих ратовао”. 
Када се плима почела окретати према Хитлеру, Кубичек, који је целог живота избегавао политику, постао је члан Нацистичке странке 1942. године као гест лојалности свом пријатељу. 